# 沖縄県公安委員会
沖縄県公安委員会（おきなわけんこうあんいいんかい）は、沖縄県警察を管理するため沖縄県知事所轄の下に設置される行政委員会である。3人の委員で組織される。所在地は那覇市泉崎1-2-2である。

## 委員
- 委員長[1]
  - 阿波連光（弁護士） - 任期 （2023年7月22日 - 2026年7月28日）
- 委員[1]
  - 嘉手苅英子（沖縄県立看護大学名誉教授） - 任期（2024年8月1日 - 2027年7月31日）
  - 當間秀史（元沖縄県環境部長） - 任期（2022年7月25日 - 2025年7月24日）

## その他
- 2015年4月に沖縄県公安委員に任命された弁護士の天方徹は2017年7月に沖縄県から再任人事案が沖縄県議会に提出されずに2017年7月に1期で退任することとなった[2]。沖縄県公安委員は3期9年務めるのが慣例で、本人の意向に反して1期で退任させるのは初めて[2]。産経新聞の報道によると、沖縄県は天方に再任の方針を伝えていたが、天方は2016年10月に沖縄県議会で高江ヘリパッド問題の抗議活動を警備する沖縄県警機動隊について不当弾圧されている質問について「県警の活動は違法行為などに対処するもの。『弾圧』や『不当弾圧』は主観的、扇動的で、必ずしも正しい表現ではない」と述べた過去があったことで県政与党が反発し、人事差し替えになったとしている[2]。

## 下部組織
- 沖縄県警察